# Charras
För andra betydelser, se Charras (olika betydelser).
Charras är en kommun i departementet Charente i regionen Nouvelle-Aquitaine i västra Frankrike. Kommunen ligger  i kantonen Montbron som ligger i arrondissementet Angoulême. År 2022 hade Charras 346 invånare.

## Befolkningsutveckling
Antalet invånare i kommunen Charras
Referens:INSEE